# 이마이즈미촌 (가고시마현)
이마이즈미촌(일본어: 今和泉村)은 일본 가고시마현 이부스키군에 설치되었던 촌이다. 현재의 이부스키시에 해당한다.

## 참고 문헌
- 角川日本地名大辞典編纂委員会,『角川日本地名大辞典 鹿児島県』1983, 角川書店